# Бариново (Смоленская область)
 Бариново — деревня в Смоленской области России, в Тёмкинском районе. Расположена в восточной части области в 18 км к северо-западу от Тёмкина, в 4 км к северу от автодороги Вязьма — Тёмкино, на правом берегу реки Жижала. В 1,5 км к югу от деревни остановочный пункт Жижало на железнодорожной линии Вязьма — Калуга.
Население — 22 жителя (1998 год). Входит в состав Кикинского сельского поселения.

## История
Бывшее село Юхновского уезда. В 1750 году Семёном Карасёвым в селе построена деревянная церковь Богоявления Господня. В 1786 построен каменный храм. Во времена Советского Союза в деревне была водяная мельница и начальная школа.
Церковь была разрушена во время войны. Возле церкви находится кладбище и старинный парк. Склон возвышенности, на которой стояла церковь медленно сползает в реку Жижала, которая протекает внизу склона, образуя большую луку (изгиб). На реке раньше была водяная мельница, на которой производили помол хлебов. Запруда постоянно (каждое половодье) разрушалась и её восстанавливали.